# KFNB – Baltimore
Die Dampflokomotive „BALTIMORE“ war eine Personenzuglokomotive der KFNB.
Sie wurde 1841 von Baldwin, Vail & Hufty in Philadelphia an die KFNB mit der Achsformel 2A geliefert.
Die Maschine entsprach bis auf die Zylindermaße der von Baldwin, Vail & Hufty zu jener Zeit gebauten Einheitstype.
Die Zylindermaße resultierten aus einer bewussten oder nicht bewussten Fehlinformation betreffend den in Österreich gesetzlich zugelassenen Kesseldruck.
Aus diesen geänderten Zylinderdimensionen resultierte in Summe eine herabgesetzte Leistungsfähigkeit der Maschine, sodass die KFNB mit ihr nicht zufrieden war.
Im Unterschied zu allen vorher an die KFNB gelieferten Lokomotiven hatte die „BALTIMORE“ bereits einen gänzlich aus Eisen gefertigten Rahmen.
Die „BALTIMORE“ wurde 1861 ausgemustert.